# 何がなんでも
『何がなんでも』（なにがなんでも）は、1972年1月16日から同年3月26日までTBS系列の毎週日曜20時00分 - 20時56分（JST）に放送されたテレビドラマである。全11回。

## 概要
堺正章の主演で、奇想天外な借金のがれと、借金取立ての攻防を描くコメディードラマ。
父親に先立たれ、サラリーマンにでもなろうかと思っていた質屋の息子の主人公・竹中正。そんな矢先、休業中の竹中質店にやって来た不動産屋の山口の差し出した証文によると、竹中質店の店舗と土地は既に山口の抵当に入っており、正はショックを受ける。そして正は、生前父親が残した借金の穴埋めをするため、他人に貸していた金を取り戻そうと集金旅行に出掛ける。
本作の番組宣伝広告に載っていた本作のキャッチフレーズ的なものは、「貸した金はこうして取り立てるのダ！」であった。
『日曜8時、笑っていただきます』『テレビはこれだ!ドラマが3つも』に続く、堺正章主演のコメディドラマの第3弾。本作は前2作よりも、正統的なドラマに近い。
『テレこれドラサン』よりも持ち直したが、3ヶ月で終わった。

## 出演者
- 竹中正：堺正章
- 野田嘉一郎：西村晃
- 大森竜三：川崎敬三
- 村田俊作（ペテン師）：坂上二郎
- 村田千草（村田の娘）：岡崎友紀
- 山口弘（不動産屋）：品川隆二
- 石橋巡査：曽我廼家一二三
- 山口守子：松岡きっこ
- 福助：高橋元太郎
- マリ：マリ・クリスティーヌ

ほか

### ゲスト
第1話
- 常子：姫ゆり子
- 春江：南美江

第2話
- 豊田章一（金融ブローカー）：名古屋章
- 宮本蝶子（大阪の金融会社社長）：ミヤコ蝶々

第3話
- 大介：三波伸介
- 伊東四朗
- 戸塚睦夫
- 美矢子（バーのママ）：朝丘雪路

第4話
- 新東冬子：島かおり
- 黒田：金子信雄
- 青木：佐藤文紀
- 緑川：江波多寛児

第5話
- 秋本しのぶ：太地喜和子

第6話
- 谷川啓太郎：谷啓
- はな：浅香光代

第7話
- 文七（とび職）：牟田悌三
- 八五郎：桜井センリ
- 熊吉：左とん平
- 小百合：児島美ゆき
- 鶴子：高須賀夫至子
- 米子：小峰千代子
- 静子：三崎千恵子

第8話
- 山川：藤村有弘
- 上田：犬塚弘
- 花子：中尾ミエ

第9話
- 山中吾助：市村俊幸
- 山中信吾（吾助の息子）：小野川公三郎
- 佳代：田中真規子
- はな：杉山とく子

第10話
- 前田銀之介：加藤嘉
- 寺部：内田朝雄
- 玉子：原田あけみ
- 金山：深江章喜

第11話
- アツ子：坂本スミ子
- 東八郎

## 放送リスト
※サブタイトルは、各新聞テレビ欄上には載っていなかったが、ここでは週刊TVガイド誌上にあったサブタイトルを掲載。
| 話数 | 放送日        | サブタイトル           | 脚本           | 演出       |
| ---- | ------------- | ---------------------- | -------------- | ---------- |
| 1    | 1972年1月16日 | （サブタイトル無し）   | ジェームス三木 | 鴨下信一   |
| 2    | 1972年1月23日 | （サブタイトル無し）   | 光畑碩郎       | 鴨下信一   |
| 3    | 1972年1月30日 | （サブタイトル無し）   | 浅間虹兒       | 鴨下信一   |
| 4    | 1972年2月6日  | （サブタイトル無し）   | 山田正弘       | 東條毅     |
| 5    | 1972年2月13日 | 雪の夜ばなし           | 松田暢子       | 田沢正稔   |
| 6    | 1972年2月20日 | ジントウシの宝物       | 恩田誘         | 平山賢一   |
| 7    | 1972年2月27日 | 人情長屋に春が来た     | 光畑碩郎       | 鴨下信一   |
| 8    | 1972年3月5日  | それゆけ! ミュージカル | 松原雅彦       | 鴨下信一   |
| 9    | 1972年3月12日 | 金が仇の世の中だけど   | 浅間虹兒       | 豊原隆太郎 |
| 10   | 1972年3月19日 | 六代目襲名             | ジェームス三木 | 東條毅     |
| 11   | 1972年3月26日 | いつか汽笛を鳴らそう   | 浅間虹兒       | 豊原隆太郎 |

## スタッフ
- プロデューサー：中村寿雄、日向宏之
- 脚本：ジェームス三木、光畑碩郎、浅間虹兒、山田正弘、松田暢子、恩田誘、松原雅彦
- 演出：鴨下信一、東條毅、田沢正稔、平山賢一、豊原隆太郎
- 音楽：小林亜星
- 制作：TBS